# Bruselj
Bruselj (francosko Bruxelles, flamsko/nizozemsko Brussel), uradno Regija Bruselj-glavno mesto ali Bruseljska regija (francosko Région de Bruxelles-Capitale, nizozemsko Brussels Hoofdstedelijk Gewest), je prestolnica Belgije in obenem Evropske unije. Z okoli 1,2 milijona prebivalcev je največje belgijsko mesto. V širšem velemestnem območju živi več kot 1,8 milijona prebivalcev. Bruselj je ena od treh belgijskih avtonomnih regij, ki je teritorialno v celoti obkrožena s Flandrijo (kot enklava), saj leži nekoliko severneje od flamsko-valonske meje. Regija se deli na 19 občin, Bruselj (v ožjem pomenu) pa je ena izmed teh občin.
V mestu imata sedež dve od treh glavnih institucij EU: Evropska komisija in Svet Evropske unije. Tretja institucija, Evropski parlament, ima sicer sedež v Strasbourgu, kjer potekajo tudi plenarna zasedanja, medtem ko so zasedanja odborov tudi v Bruslju. Zato včasih uporabljamo ime Bruselj kar kot sopomenko za institucije Evropske unije ali t. i. evrokracijo. Mesto je tudi politični sedež zveze NATO in Zahodnoevropske unije (WEU).

## Etimologija
Najpogostejša teorija o izvoru imena Bruselj je, da izhaja iz stare nizozemščine bruocsella, broekzela ali broeksela, kar pomeni 'močvirje' (bruoc/broek) in dom (sella/zele/sel) ali 'dom v močvirju'.  Sveti Vindicijan, škof Cambraija, je prvič zapisal ime kraja Brosella leta 695 , ko je bil še zaselek. Imena vseh občin v Bruseljski regiji so nizozemskega izvora, razen Evere, ki je keltskega izvora.

## Zgodovina

### Zgodnje obdobje
Bruseljska zgodovina je tesno povezana z zahodno Evropo. Sledovi človeške poselitve segajo v kameno dobo s sledovi in mestnimi imeni, povezanimi s t. i. megalitsko kulturo. V antiki so regijo zasedli Rimljani, kar dokazujejo arheološki ostanki, odkriti v bližini centra.  Po padcu zahodnorimskega cesarstva je bila regija vključena v frankovsko cesarstvo.
Izvor naselja, ki naj bi postal Bruselj, je v gradnji kapele svetega Gagerika na otoku v reki Senne okoli leta 580.  Uradna ustanovitev Bruslja se običajno omenja okoli leta 979, ko je vojvoda Karel iz Spodnje Lorene prinesel relikvije svete Gudule iz Moorsela v kapelo svetega Gagerika. Karel naj bi prvo trajno utrdbo v mestu zgradil na tem otoku.

### Srednji vek
Lambert I. iz Leuvna, grof Leuvna, je bruseljsko okrožje pridobil okoli leta 1000, ko se je poročil s Karlovo hčerko. Bruselj je zaradi svoje lokacije na obalah Senne na pomembni trgovski poti med Bruggeem in Gentom ter Kölnom postal trgovski center, specializiran za trgovino s tekstilom. Mesto je raslo precej hitro in se razširilo v zgornje mesto (območja Treurenberg, Coudenberg in Sablon), kjer je bila manjša možnost poplav. Ker se je število prebivalcev povečalo na približno 30.000, so bila okoliška močvirja izsušena, da bi omogočili nadaljnjo širitev. V tem času se je začela gradnja stolnice svetega Mihaela in svete Gudule (1225), ki je nadomestila starejšo romansko cerkev. Leta 1183 so grofje iz Leuvna postali vojvode Brabanta. Vojvodina Brabant v primerjavi z grofijo Flandrijo ni bil fevd francoskega kralja, temveč je bil vključen v Sveto rimsko cesarstvo. V začetku 13. stoletja je mesto dobilo prvo obzidje . 
Po gradnji obzidja se je Bruselj precej povečal. Da bi se mesto razširilo, je bilo med letoma 1356 in 1383 postavljeno še drugo obzidje. Danes je še mogoče videti sledove predvsem zato, ker majhen obroč, vrsta cest v središču Bruslja, povezuje zgodovinsko mestno jedro, sledi so v nekdanji smeri obzidja.

### Zgodnja sodobna doba
V 15. stoletju je z dediščino poroke Margarete III. Flandrijske s Filipom Drznim, burgundskim vojvodo, prišel novi brabantski vojvoda iz rodbine Valoijskih (in sicer Antoine, njun sin). Leta 1477 je burgundski vojvoda Karel Drzni umrl v bitki pri Nancyju. S poroko hčerke Marije Burgundske (rojene v Bruslju) s cesarjem Maksimilijanom I. so dežele pripadle Habsburžanom. Brabant je izgubil svojo neodvisnost, vendar je Bruselj postal knežja prestolnica uspešne Burgundske Nizozemske, znane tudi kot Sedemnajst provinc, in rasel. Po smrti Marije leta 1482 je njenemu sinu Filipu Lepemu uspelo kot vojvodi Brabanta. Leta 1506 je postal kralj Kastilije, zato se je začelo obdobje Španske Nizozemske.
Leta 1516 je bil Karel V., ki je bil dedič Nizozemske od leta 1506, razglašen za španskega kralja v stolnici svetega Mihaela in svete Gudule v Bruslju. Po smrti svojega dedka cesarja Maksimiljana I. leta 1519, je Karel postal vladar habsburškega cesarstva in bil kasneje kronan za svetega rimskega cesarja. Leta 1555 se je odpovedal prestolu v palači Coudenberg. Ta veličastna palača, znana po vsej Evropi, se je močno povečala, saj je prvič postala sedež brabantskih grofov, vendar je bila leta 1731 uničena zaradi požara.
V 17. stoletju je bilo mesto središče čipkarske industrije. Leta 1695 je francoski kralj Ludvik XIV. v devetletni vojni poslal vojake, da so bombardirali Bruselj s topovi. Skupaj z nastalim ognjem je bil to najbolj uničujoč dogodek v celotni zgodovini Bruslja. Veliki trg je bil uničen skupaj s 4000 stavbami, tretjino vseh stavb v mestu. Obnova mestnega središča v naslednjih letih je globoko spremenila videz mesta in pustila številne sledi, ki so vidne še danes.
Po utrechtski pogodbi leta 1713 je bila španska suverenost nad južno Nizozemsko prenesena na avstrijsko vejo Habsburžanov. Ta dogodek je začetek obdobja Avstrijske Nizozemske. Mesto je Francija zavzela leta 1746 med vojno za avstrijsko nasledstvo, vendar je bil tri leta kasneje vrnjen Avstriji. Bruselj je ostal z Avstrijo do leta 1795, ko je južno Nizozemsko zajela in priključila Francija. Bruselj je postal glavno mesto departmaja Dyle. Francosko vladanje se je končalo leta 1815 s porazom Napoleona v bitki pri Waterlooju, ki leži južno od današnje Bruseljske regije. Z dunajskim kongresom se je Južna Nizozemska pridružila  kraljevini združene Nizozemske pod okriljem Viljema I. iz rodbine Orange. Nekdanji departma Dyle je postal provinca Južni Brabant, Bruselj pa njegovo glavno mesto.

### Pozna sodobna doba
Leta 1830 je v Bruslju potekala belgijska revolucija po izvedbi Auberjeve opere La Muette de Portici v gledališču La Monnaie. Bruselj je postal glavno mesto in sedež nove države. Južni Brabant se je preimenoval preprosto v Brabant, Bruselj pa njegovo glavno mesto. 21. julija 1831 se je Leopold I., prvi belgijski kralj, povzpel na prestol, uničil mestno obzidje in zgradil številne stavbe.
Po osamosvojitvi je mesto doživelo še več sprememb. Bruselj je postal finančni center, zahvaljujoč številnim podjetjem, ki jih je Société Générale de Belgique postavil v orbito. Industrijska revolucija in gradnja kanala Bruselj–Charleroi sta s trgovino in proizvodnjo mestu prinesla blaginjo. Svobodna univerza v Bruslju je bila ustanovljena leta 1834. Leta 1835 je bila zgrajena prva železnica zunaj Anglije, ki je povezala Bruselj (Molenbeek) z Mechelenom.
V 19. stoletju se je bruseljsko prebivalstvo precej povečalo; od približno 80.000 do več kot 625.000 ljudi v mestu in njegovi okolici. Reka Senne je postala resna nevarnost za zdravje. Od leta 1867 do leta 1871 je bila pod mandatom župana Julesa Anspacha na celotnem poteku skozi urbano območje popolnoma prekrita. To je omogočilo obnovo mesta in gradnjo sodobnih zgradb v Haussmannovem slogu vzdolž osrednjih bulvarjev, ki so značilni danes za središče Bruslja. Iz tega obdobja izhajajo stavbe, kot so Bruseljska borza (1873), Sodna palača (1883) in Kraljeva cerkev svete Marije (1885). Ta razvoj se je nadaljeval v celotni vladavini kralja Leopolda II. Mednarodna razstava leta 1897 je prispevala k uveljavljanju infrastrukture. Kolonialna palača (današnji Kraljevi muzej za Srednjo Afriko) v predmestju Tervurna, je bila med drugim povezana z glavnim mestom z gradnjo 11-kilometrske velike aleje.

### 20. stoletje
V 20. stoletju je mesto gostilo razne sejme in konference, med njimi Solvayevo konferenco o fiziki in kemiji ter dva svetovna sejma: Bruseljska mednarodna razstava leta 1935 in Expo '58. Med prvo svetovno vojno je bil Bruselj zasedeno mesto, vendar nemški vojaki niso povzročili veliko škode. Med drugo svetovno vojno je bilo mesto ponovno zasedeno in ga nemška vojska ni poškodovala, ko ga je 3. septembra 1944 osvobodila oklepna britanska divizija. Bruseljsko letališče v predmestju Zaventema je iz tega obdobja.
Po vojni se je Bruselj lotil obsežne modernizacije. Gradnja povezave sever–jug, ki povezuje glavne železniške postaje v mestu, je bila končana leta 1952, prvi bruseljski premetro (tramvaj) je bil končan leta 1969, prva proga bruseljske podzemne železnice pa odprta leta 1976. Od začetka šestdesetih let je Bruselj postal dejansko prestolnica tega, kar bo postalo Evropska unija, zato so zgradili številne sodobne stavbe. Razvoj je dovolil napredek z malo pozornosti estetiki novejših stavb, številne arhitekturne znamenitosti pa so bile porušene, da bi dale prostor novim zgradbam, ki so se pogosto srečevale z okolico, kar je pomenilo proces bruselizacije (vsesplošno in brezskrbno uvajanje sodobnih visokih stavb v džentrificirane soseske in je postal znan kot "nenaklonjen urbani razvoj in prenova").

### Sodobnost
Bruseljska regija je bila ustanovljena 18. junija 1989, po ustavni reformi leta 1988. Ima dvojezični status in je ena od treh zveznih regij Belgije skupaj s Flandrijo in Valonijo. Rumeni iris (Iris pseudacorus) je grb regije (ki se nanaša na prisotnost teh cvetov na prvotnem položaju mesta) in stilizirano različico, prikazano na uradni zastavi Bruseljske regije. 
V zadnjih letih je Bruselj postal pomembno prizorišče mednarodnih dogodkov. Leta 2000 je Bruselj z osmimi drugimi evropskimi mesti postal Evropska prestolnica kulture. Bruselj je leta 2014 gostil 40. vrh G7. 
22. marca 2016 so v Bruslju eksplodirale tri bombe, dve na letališču Bruselj v Zaventemu in ena na postaji podzemne železnice Maalbeek/Maelbeek, kar je povzročilo 32 žrtev, tri smrti samomorilcev in 330 ranjenih. To je bilo najbolj smrtonosno teroristično dejanje v Belgiji.

## Geografija

### Lokacija in topografija
Bruselj leži v severnem osrednjem delu Belgije, približno 110 km od belgijske obale in približno 180 km od južne konice Belgije. Je v središču Brabantske planote, približno 45 km južno od Antwerpna (Flandrija) in 50 km severno od Charleroija (Valonija). Njegova povprečna nadmorska višina je 57 metrov in se spreminja od najnižje točke v dolini, skoraj povsem pokrite z reko Senne (ali Zenne), ki jo reže od vzhoda proti zahodu, do najvišje točke v Sonijskem gozdu na jugovzhodni strani. Poleg reke Senne so še pritoki, kot sta Maalbeek in Woluwe, na vzhodu regije pa so pomembne višinske razlike. Bruseljski osrednji bulvarji so na nadmorski višini 15 metrov.  Najvišja točka leži na koti okoli 108 metrov, blizu Place de l'Altitude Cent / Hoogte Honderdplein v Forestu.

### Podnebje
V Köppnovi podnebni klasifikaciji ima Bruselj oceansko podnebje (Cfb). Bližina obalnih območij vpliva na podnebje tega območja s pošiljanjem morskih zračnih mas iz Atlantskega oceana. V bližini mokrišč zagotavlja tudi morsko zmerno podnebje. V povprečju (na podlagi meritev v zadnjih 100 letih) je v Bruseljski regiji približno 200 dni dežja letno, kar je druga največja vrednost vseh evropskih prestolnic za Dublinom (Irska).  Sneženje je redko, povprečno 24 dni letno. V Bruslju so pogosto hude nevihte.

## Bruselj kot glavno mesto
Kljub imenu Bruseljska regija Bruselj ni samo glavno mesto Belgije. 194. člen belgijske ustave določa, da je glavno mesto Belgije mesto Bruselj, občina v Bruseljski regiji, ki je nekoč bil glavno mesto.
V mestu Bruselj so številne državne institucije.  Kraljeva palača, v kateri kralj Belgije izpolnjuje svoje posebne pravice kot voditelj države, je poleg Bruseljskega parka (ne sme se zamenjati s kraljevim gradom Laeken, uradnim domom belgijske kraljeve družine). Palača naroda je na nasprotni strani tega parka in je sedež belgijskega zveznega parlamenta. Pisarna belgijskega ministra za pravosodje na Wetstraat 16 ( francosko 16, rue de la Loi) je ob tej stavbi. To je tudi kraj, kjer se sestaja svet ministrov. Vrhovno sodišče, glavno sodišče v Belgiji, ima sedež v Sodni palači. Druge pomembne institucije v Bruslju so Ustavno sodišče, Državni svet, Računsko sodišče, Kraljeva belgijska kovnica in Narodna banka Belgije.
Mesto Bruselj je tudi glavno mesto francoske skupnosti Belgije in flamske skupnosti. Flamski parlament in flamska vlada imata svoje sedeže v Bruslju, tako kot Parlament francoske skupnosti in Vlada francoske skupnosti.

## Upravna delitev
Bruselj sestavlja 19 občin, ki imajo lastne župane, občinske svete in izvršni odbor, odgovorne za lokalne zadeve, npr. vzdrževanje šol in cest ter uresničevanje zakonov. V mestno občino Bruselj je vključeno tudi staro mestno jedro. Po belgijski ustavi je mesto Bruselj prestolnica Belgije, mestna občina Bruselj pa največja občina regije.
19 občin Bruseljske regije so politične enote s posameznimi odgovornostmi za obravnavanje nalog na lokalni ravni, kot so policija in vzdrževanje šol in cest znotraj njenih meja. Naloge opravljajo župan, svet in izvršna oblast.
Leta 1831 je bila Belgija razdeljena na 2739 občin skupaj z 19 v Bruseljski regiji, ki pa niso bile združene z drugimi v letih 1964, 1970 in 1975. Več občin zunaj Bruseljske regije je bilo v vsej zgodovini združenih z mestom Bruselj, med njimi Laeken, Haren in Neder-Over-Heembeek, ki so se leta 1921 združile z občino glavno mesto Bruselj.
Največja in najobsežnejša občina je mesto Bruselj, ki obsega 32,6 km² in ima 145.917 prebivalcev. Najmanj prebivalcev je v Koekelbergu, 18.541, najmanjša je Saint-Josse-ten-Noode, ki ima le 1,1 kvadratni kilometer. Čeprav je najmanjša občina, ima največjo gostoto prebivalstva, 20.822 prebivalcev na kvadratni kilometer.
Sporna je delitev 19 občin kot visoko urbanizirane regije, ki jo večina ljudi šteje za (polovico) enega mesta. Nekateri politiki se norčujejo "baronijam" in želijo združiti občine pod en mestni svet in enega župana. To bi zmanjšalo število politikov, ki so potrebni za vodenje Bruslja in centraliziralo moč nad mestom, da bi olajšali odločitve, s čimer bi zmanjšali celotne tekoče stroške. Trenutne občine bi se lahko spremenile v okrožja z omejenimi pristojnostmi, podobno sedanji ureditvi Antwerpna ali ureditvam drugih prestolnic, kot so občine v Londonu ali okrožja v Parizu, da bi politiko ohranili dovolj blizu državljanom.
Občina Molenbeek je dobila sloves varnega zatočišča za džihadiste v primerjavi s podporo, ki so jo nekateri prebivalci pokazali proti napadalcem, ki so izvedli napad v Parizu in Bruslju. 
- Bruseljske občine
- Anderlecht
- Auderghem/Oudergem
- Berchem-Sainte-Agathe/Sint-Agatha-Berchem
- Etterbeek
- Evere
- Forest/Vorst
- Ganshoren
- Ixelles/Elsene
- Jette
- Koekelberg
- Molenbeek-Saint-Jean/Sint-Jans-Molenbeek
- Saint-Gilles/Sint-Gillis
- Saint-Josse-ten-Noode/Sint-Joost-ten-Node
- Schaerbeek/Schaarbeek
- Uccle/Ukkel
- Watermael-Boitsfort/Watermaal-Bosvoorde
- Woluwe-Saint-Lambert/Sint-Lambrechts-Woluwe
- Woluwe Saint-Pierre/Sint-Pieters-Woluwe

## Regija Bruselj glavno mesto ali Bruseljska regija

### Politični status
Bruseljska regija je ena od treh zveznih regij Belgije skupaj z Valonijo in Flandrijo. Geografsko in jezikovno je dvojezična enklava v enojezični Flandriji. Regije so sestavni del belgijskih institucij, vse tri skupnosti imajo še eno skupno: prebivalci Bruslja poslujejo s francosko ali flamsko skupnostjo pri zadevah, kot sta kultura in izobraževanje, imajo pa tudi skupnost za pristojnosti, ki ne spadajo izključno v regijo, kot sta zdravstveno varstvo in pomoč posameznikom.
Po odcepitvi province Brabant leta 1995 Bruseljska regija ne spada v nobeno od belgijskih provinc, niti ni razdeljena na province. V regiji je 99 % območja v pristojnosti bruseljskih regionalnih institucij in komisije skupnosti. Imajo le guvernerja Bruslja in njegove pomočnike tako kot province. Njegov status je približno podoben položaju zveznega okrožja.

### Institucije
Bruseljski regiji vladata parlament z 89 člani (72 francosko govorečih, 17 nizozemsko govorečih – strani so organizirane na jezikovni podlagi) in osemčlanski regionalni kabinet, ki ga sestavljajo ministrski predsednik, štirje ministri in trije državni sekretarji. Po zakonu morajo vlado sestavljati dva francosko govoreča ministra in dva nizozemsko govoreča ministra, en državni sekretar, ki govori nizozemsko, in dva francosko govoreča državna sekretarja. Ministrski predsednik se ne šteje v jezikovno kvoto, a je bil do zdaj vsak ministrski predsednik dvojezični frankofon. Regionalni parlament lahko sprejme uredbe (francosko ordonnances, nizozemsko ordonnanties), ki imajo enak status kot državni zakonodajni akt.
19 od 72 francosko govorečih članov parlamenta v Bruslju so tudi člani parlamenta francoske skupnosti v Belgiji, do leta 2004 pa je to veljalo tudi za šest članov, ki so govorili nizozemski jezik, ki so bili hkrati člani parlamenta Flandrije. Zdaj morajo tisti, ki glasujejo za flamsko stranko, glasovati ločeno za 6 neposredno izvoljenih članov parlamenta Flandrije.

### Bruseljska skupnost
Pred ustanovitvijo Bruseljske regije je regionalne pristojnosti v 19 občinah opravljala Bruseljska skupnost, ki je bila upravna enota, ustanovljena leta 1971. To decentralizirano upravno javno telo je prav tako prevzelo pristojnost na področjih, ki so jo drugod v Belgiji uresničevale občine ali pokrajine.
Bruseljska skupnost je imela ločen zakonodajni svet, vendar podzakonski akti, ki jih je sprejel, niso imeli statusa zakonodajnega akta. Edina izvolitev sveta je bila 21. novembra 1971. Delovanje sveta je bilo izpostavljeno številnim težavam, ki so jih povzročale jezikovne in družbenoekonomske napetosti med obema skupnostma.
Po ustanovitvi Bruseljske regije bruseljske skupnosti niso nikoli uradno ukinili, čeprav nima več nobenega pomena.

## Mednarodne ustanove
Od druge svetovne vojne dalje je Bruselj upravno središče številnih mednarodnih organizacij. Evropska unija (EU) in NATO (Organizacija Severnoatlantske pogodbe) imata svoje glavne institucije v mestu skupaj z mnogimi drugimi mednarodnimi organizacijami, kot sta Svetovna carinska organizacija in EUROCONTROL ter razne mednarodne družbe. Bruselj je tretji po številu mednarodnih konferenc  in postaja tudi eden največjih kongresnih središč na svetu. Zaradi mnogih ustanov Evropske unije in drugih mednarodnih organov je v Bruslju več veleposlanikov in novinarjev kot v Washingtonu, D. C. Ustanovljene so bile tudi mednarodne šole. Mednarodna skupnost v Bruslju ima vsaj 70.000 ljudi.

### Evropska skupnost
Bruselj je dejansko prestolnica Evropske unije z njenimi glavnimi političnimi ustanovami. EU ni uradno razglasila Bruslja za glavno mesto, čeprav ga Amsterdamska pogodba uradno določa za sedež Evropske komisije (izvršilna veja oblasti) in Sveta Evropske unije (zakonodajna institucija, ki jo sestavljajo predstavniki držav članic). Uradni sedež Evropskega parlamenta je v francoskem mestu Strasbourg, kjer Svet glasuje o predlogih Komisije. Sestanki političnih skupin in odborov pa so uradno v Bruslju, pa tudi plenarna zasedanja. Tri četrtine parlamentarnih sej je zdaj v Bruslju. Med letoma 2002 in 2004 je sedež Evropskega sveta v mestu. Leta 2014 je Evropska unija gostila srečanje G7.
Bruselj je skupaj z Luksemburgom in Strasbourgom začel gostiti evropske institucije leta 1957. Kmalu so postale središče dejavnosti, saj sta Komisija in Svet svoje dejavnosti začela v Evropski četrti na vzhodu mesta. Prva stavba v Bruslju je bila začasna in slabo načrtovana. Sedanje glavne stavbe so: Berlaymontova zgradba Komisije, ki je simbol četrti kot celote, zgradba Justusa Lipsiusa Sveta in zgradba Espace Léopold Parlamenta. Danes je stavb precej več, samo Evropska komisija je zasedla 865.000 m² v tej četrti (četrtina vseh pisarniških prostorov v Bruslju). Koncentracija in gostota povzročata zaskrbljenost, saj institucije v tem delu mesta ustvarjajo učinek geta, čeprav je evropska prisotnost pomembno vplivala na pomembnost Bruslja kot mednarodnega središča.

### Eurocontrol
Evropska organizacija za varnost zračne plovbe, splošno znana kot Eurocontrol, je mednarodna organizacija, katere naloga je spremljanje letov evropskega letalstva. Usklajuje in načrtuje kontrolo zračnega prometa v evropskem zračnem prostoru. Podjetje je bilo ustanovljeno leta 1960 in ima 41 držav članic. Njen sedež je v mestu Haren na severovzhodnem obrobju mesta Bruselj.

### Organizacija severnoatlantskega sporazuma
Bruseljska pogodba, ki je bila 17. marca 1948 podpisana med Belgijo, Francijo, Luksemburgom, Nizozemsko in Združenim kraljestvom, je bila uvod v ustanovitev medvladnega vojaškega zavezništva (Severnoatlantska pogodba) (NATO).
Danes združenje sestavlja 29 neodvisnih držav članic v Severni Ameriki in Evropi. Več držav ima tudi diplomatske misije pri Natu prek veleposlaništev v Belgiji. Od leta 1949 so bila v mestu številna zasedanja Nata. Najnovejši vrh je bil v Bruslju maja 2017.
Politični in upravni sedež organizacije je na bulvarju Léopolda III./Leopold III-laan v Harnu v Bruslju. Novo stavbo so začeli graditi leta 2010 in je bila končana leta 2017.

## Kultura

### Arhitektura
Arhitektura v Bruslju je raznovrstna in se razteza od kombinacije gotskega, baročnega sloga na Velikem trgu do postmodernih stavb institucij EU.
V Bruslju je zelo malo ohranjene srednjeveške arhitekture. Zgradbe iz tega obdobja so večinoma v zgodovinskem središču (imenovanem Îlot Sacré), na otoku Saint Géry/Sint-Goriks na reki Senne in v soseski Sainte-Catherine/Sint Katelijne. Brabantska gotska stolnica sv. Mihaela in sv. Gudule je še vedno značilna veduta v središču Bruslja. Posamezni deli prvega mestnega obzidja so se ohranili in jih je mogoče videti še danes. Eden od ostankov drugega obzidja so Halska vrata.  Veliki trg je glavna zanimivost v mestnem središču in je od leta 1998 na seznamu Unescove svetovne dediščine . Trg obvladujejo mestna hiša iz 15. stoletja (francosko Hôtel de Ville, nizozemsko Stadhuis), neogotska Pekovska hiša (francosko Maison du Roi, nizozemsko Broodhuis), danes bruseljski mestni muzej, in druge baročne cehovske hiše. Manneken Pis, vodnjak z majhnim bronastim kipom dečka, ki urinira, je turistična zanimivost in simbol mesta.
Neoklasični slog 18. in 19. stoletja je viden v kraljevi četrti/mestu Coudenberg, okrog Bruseljskega parka in Kraljevega trga. Tu so: Kraljeva palača, cerkev svetega Jakoba, Palača naroda (stavba parlamenta), Palača akademije, Palača Karla Lorenskega, Egmontova palača itd. Druge enotne neoklasicistične stavbe so okrog Trga mučenikov (francosko Place des Martyrs; nizozemsko Martelarenplein) in Trga barikad. Nekatere druge znamenitosti v središču mesta so Kraljeva galerija svetega Huberta (1847), ena najstarejših pokritih nakupovalnih arkad v Evropi; Kongresni steber (1859); stavba Bruseljske borze (1873) (francosko Bourse, nizozemsko Beurs) in Sodna palača (1883), ki jo je zasnoval Joseph Poelaert v eklektičnem slogu in naj bi bila največja stavba, zgrajena v 19. stoletju.
Zelo zanimive so tudi stavbe v slogu art nouveauja, najbolj znane so stavbe belgijskih arhitektov  Victorja Horte,  Paula Hankarja in  Henryja van de Veldeja. Nekatera bruseljska okrožja so bila razvita na vrhuncu tega umetniškega sloga. Dobri primeri so v Schaerbeeku, Etterbeeku, Ixellesu in Saint-Gillesu. Od leta 2000 so na seznamu Unescove svetovne dediščine glavne mestne hiše arhitekta Victorja Horte: Tasselova hiša (Hôtel Tassel, 1893), Solvayeva hiša (Hôtel Solvay, 1894), Eetveldova hiša (Hôtel van Eetvelde, 1895) in Hortov muzej (1901).  Drug primer bruseljskega art nouveauja je Stocletova palača (1911) dunajskega arhitekta Josefa Hoffmanna in je na seznamu svetovne dediščine od junija 2009. 
- Art nouveau v Bruslju
- Stopnišče Tasselove hiše Victorja Horte (1893)
- Ciamberlanijeva hiša, Paul Hankar (1897)
- Stara angleška veleblagovnica Paula Saintenoya (1899)
- Saint Cyrova hiša Gustava Strauvna (1903)
- Cauchiejeva hiša, s sgraffito okrasom, Paul Cauchie (1905)

Med stavbe v slogu dekorativne umetnosti (art déco) v Bruslju spadajo Résidence Palace (1927) (danes del stavbe Evropa), Center za likovne umetnosti (1928), Empainova vila (1934), Mestna hiša v Forestu (1938) in nekdanja radijska stavba na Flageyjevem trgu (1935–1938) v Ixellsu. Nekateri verski objekti iz medvojne dobe so bili prav tako zgrajeni v tem slogu, kot so cerkev svetega Janeza Krstnika (1932) v Molenbeku in cerkev svetega Avguština (1935) v Forestu. Bazilika svetega Srca v Koekelbergu je bila dokončana šele leta 1969 in združuje dekorativno umetnost z neobizantinskimi prvinami in je ena največjih rimskokatoliških bazilik po površini na svetu, njena kupola pa ponuja panoramski pogled na Bruselj in njegovo obrobje. Drug primer so razstavne dvorane bruseljskega Expa, zgrajene za svetovno razstavo 1935 na planoti Heysel na severu Bruslja. 
Od druge polovice 20. stoletja so v Bruslju zgradili sodobne pisarniške nebotičnike (Madou, Rogier, Proximus, Finance, Svetovni trgovinski center, med drugimi). Je okoli 30 stolpnic, večinoma v glavnem poslovnem okrožju mesta: Severna četrt (imenovana tudi Mali Manhattan), blizu železniške postaje Bruselj sever. Južni stolp, ki stoji ob železniški postaji Bruselj jug, je najvišja stavba v Belgiji s 148 m. Ob povezavi sever–jug je državno upravno mesto (francosko Cité administrative de l'État, nizozemsko Rijksadministratief Centrum), upravni kompleks v mednarodnem slogu. Postmoderne zgradbe Espace Léopold dopolnijo sliko.
V bolj zelenem okolju zunaj centra so park Cinquantenaire s svojim triumfalnim lokom in bližnjimi muzeji, v Laeknu, Kraljevi grad Laeken in kraljevi dom s svojimi velikimi rastlinjaki, pa tudi muzeji Daljnega vzhoda.
Atomium je simbolična zgradba, visoka 103 metre, stoji na planoti Heysel. Zgrajena je bila za svetovno razstavo leta 1958 (Expo '58). Sestavljen je iz devetih jeklenih krogel, povezanih s cevmi in sestavlja model kristala železa (natančneje ene celice), povečanega 165 milijard-krat. Arhitekt André Waterkeyn je zgradbo posvetil znanosti. Zraven Atomiuma je park Mini Europa z maketami znanih zgradb iz vse Evrope v merilu 1 : 25.
Mestna sodobna arhitektura je imela protisloven pristop k zgodovinskemu ohranjanju, kar je povzročilo uničenje pomembnih arhitekturnih značilnosti, najbolj znana je Maison du Peuple Victorja Horte, proces, znan kot bruselizacija (vsesplošno in brezskrbno uvajanje sodobnih visokih stavb v džentrificirane soseske in je postal znan kot "nenaklonjen urbani razvoj in prenova").

### Umetnost
V Bruslju je več kot 80 muzejev. Kraljevi muzeji likovnih umetnosti imajo bogato zbirko različnih slikarjev, kot so flamski stari mojstri (Pieter Bruegel starejši, Rogier van der Weyden, Robert Campin, Anthony van Dyck, Jacob Jordaens in Peter Paul Rubens). V muzeju Magritte je največja zbirka del nadrealista Renéja Magritta. Muzeji, posvečeni belgijski zgodovini, so Muzej BELvue, Kraljevi muzeji umetnosti in zgodovine ter Kraljevi muzej oboroženih sil in vojaške zgodovine. Muzej glasbenih instrumentov (MIM), ki je v čudoviti zgradbi Old England, je del kraljevih muzejev umetnosti in zgodovine in je mednarodno priznan po zbirki več kot 8000 instrumentov.
Mesto ima že več let ugledno umetniško sceno. Slavna belgijska nadrealista René Magritte in Paul Delvaux sta na primer študirala in živela v Bruslju, prav tako pa avantgardni dramatik Michel de Ghelderode. Mesto je bilo tudi dom impresionistične slikarke Anne Boch iz umetniške skupine Les XX, ki vključuje še druge znane belgijske slikarje, kot sta Léon Spilliaert in Guy Huygens. Mesto je tudi glavno mesto stripa; nekateri znameniti belgijski liki so Tintin, Lucky Luke, Smrkci, Spirou, Gaston, Marsupilami, Blake in Mortimer, Boule et Bill in Cubitus. V celotnem mestu so zidovi pobarvani z velikimi motivi stripovskih likov; ti murali so znani kot Bruseljska pot stripa. Tudi notranjost nekaterih postaj metroja so oblikovali umetniki. Belgijski center komičnih stripov združuje dva umetniška motiva Bruslja, kot muzej, namenjen belgijskim stripom, ki je v nekdanji prodajalni Waukquez, ki jo je oblikoval Victor Horta v slogu art nouveauja.
Bruselj je znan po svoji scenski umetnosti: Kunstenfestivaldesarts (festival mednarodne sodobne umetnosti je maja), Kaaitheater in La Monnaie med najbolj opaznimi institucijami. Mednarodni festival fantastičnih filmov v Bruslju (BIFFF) je organiziran med velikonočnimi prazniki in Magrittova nagrada v februarju. Stadion kralja Baudouina je koncertni in tekmovalni objekt s 50.000 sedeži, največji v Belgiji. Poleg tega je Center za likovne umetnosti (pogosto imenovan Bozar), večnamenski center za gledališče, kinematografijo, glasbo, literaturo in umetniške razstave, dom Narodnega orkestra v Belgiji in letno tekmovanje kraljice Elizabete za klasične pevce in instrumentaliste, eden najzahtevnejših in najuglednejših tekmovanj te vrste. Studio 4 v kulturnem centru Flagey gosti Bruseljsko filharmonijo. Druga koncertna prizorišča so Forest National/Vorst Nationaal, Ancienne Belgique, Cirque Royal, Botanique in Palais 12.

### Kuhinja
Bruselj je znan po lokalnih vaflih, čokoladi, pomfritu in številnih vrstah piva. Brstični ohrovt (Brassica oleracea), ki je že dolgo priljubljen v Bruslju in verjetno od tu izvira, se imenuje bruseljski brstični ohrovt.
Gastronomska ponudba vključuje približno 1800 restavracij in nekaj visokokakovostnih barov. Belgijska kuhinja je med poznavalci znana kot ena najboljših v Evropi. Poleg tradicionalnih restavracij je tudi veliko kavarn, bistrojev in običajnih mednarodnih verig za hitro prehrano. Kavarne so podobne barom in ponujajo pivo in lahke jedi; kavarne se imenujejo salons de thé. Prav tako so razširjene pivnice (brasseries), ki po navadi ponujajo veliko vrst piva in značilnih narodnih jedi.
Za belgijsko kuhinjo je značilna kombinacija francoske kuhinje z bolj domačo flamsko kuhinjo. Pomembne posebnosti so bruseljski vaflji (gaufres) in školjke (po navadi kot moulese-frites s pomfritom). Mesto je trdnjava izdelovalcev čokolade in pralinejev s priznanimi podjetji, kot so Neuhaus, Leonidas in Godiva. Praline je prvič uvedel leta 1912 Jean Neuhaus II., belgijski čokoladar švicarskega rodu, v Galeries Royales Saint-Hubert v središču Bruslja.  Po celotnem mestu so razširjene številne vrste friterij, na turističnih območjih pa se na ulici prodajajo tudi vroči vaflji.
Poleg rednega izbora belgijskega piva je v Bruslju, okolici najpogostejše pivo znameniti lambic, kvasovke pa izvirajo iz doline reke Senne. Kriek, češnjev lambic, je izjemno priljubljen tudi v preostali Belgiji. Kriek je na voljo v skoraj vseh barih ali restavracijah.
Bruselj je znan kot rojstno mesto belgijske endive (nizozemsko witloof ali witlof (cikorije), francosko chicon). Način pridelave blede endivije je bila naključno odkrita v petdesetih letih v Botaničnem vrtu v Saint-Josse-ten-Noode v Bruslju. 

## Pobratena mesta
Bruselj ima uradne povezave s temi mesti:
| - Akhisar, Turčija - Atlanta, ZDA - Peking, Kitajska (od 1994) - Berlin, Nemčija - Breda, Nizozemska - Kijev, Ukrajina - Ljubljana, Slovenija - Macao, Kitajska | - Madrid, Španija - Montreal, Kanada - Moskva, Rusija - Praga, Češka - Sofija, Bolgarija - Tirana, Albanija - Washington, D.C., ZDA |